# Campeonato Mundial de Natación de 2015
El XVI Campeonato Mundial de Natación se celebró en Kazán (Rusia) entre el 24 de julio y el 9 de agosto de 2015 bajo la organización de la Federación Internacional de Natación (FINA) y la Federación Rusa de Natación.
Participaron 2651 atletas de 190 países en 75 eventos de las seis disciplinas acuáticas: Natación, natación sincronizada, natación en aguas abiertas, saltos, saltos de gran altura y waterpolo.
La fecha de este campeonato se modificó una semana para distanciarlo de las competiciones acuáticas de los Juegos Panamericanos de 2015 en Toronto, Canadá.

## Elección de la sede
La elección de la sede se llevó a cabo el 15 de julio de 2011 en el Congreso General de la FINA, en Shanghái, la ciudad sede del Mundial de ese año. Kazán venció las candidaturas rivales de Guadalajara (México), Hong Kong, Cantón (China) y Montreal (Canadá). Las dos últimas ciudades retiraron sus propuestas poco antes de la votación.

## Instalaciones
Las competiciones se realizaron en las instalaciones construidas para la Universiada de Verano 2013, también organizada en Kazán. Todas las instalaciones fueron diseñadas y construidas de acuerdo con los requerimientos de las competiciones de la FINA.
| Disciplina                     | Instalación                   | Descripción | Aforo |
| Natación Natación sincronizada | Arena de Kazán                | Dos piscinas temporales de 50 m: una para las competiciones y otra de calentamiento                                                | 11000 |
| Natación en aguas abiertas     | Sede Kazanka                  | Instalación temporal en el río Kazanka: el trayecto de 2500 m se extendió desde una orilla a la otra del río                       | 3300  |
| Saltos                         | Palacio de Deportes Acuáticos | Fosa para saltos de 33 х 25 m, con una profundidad máxima de 5,5 m                                                                 | 3600  |
| Saltos de gran altura          | Sede Kazanka                  | Instalación temporal en el río Kazanka, consistió en dos torres con plataformas de 27 m para los hombres y 20 m para las mujeres   | 3300  |
| Waterpolo                      | Arena de Waterpolo            | Instalación provisional entre la Arena de Kazán y el Palacio de Deportes Acuáticos, con una piscina rodeada de gradas desmontables | 3650  |

Los entrenamientos se realizan en las piscinas Burevestnik (natación y waterpolo), Olymp (waterpolo), Orgsintez (waterpolo) y Akcharlak (natación y natación sincronizada).

## Disciplinas
En este campeonato se disputaron 75 eventos oficiales, repartidos en 6 deportes acuáticos.
| Disciplina | Competiciones masculinas | Competiciones femeninas | Competiciones mixtas | Total          |
| --- | ------------------------ | ----------------------- | -------------------- | -------------- |
| • Natación • Natación en aguas abiertas • Natación sincronizada • Saltos • Saltos de gran altura • Waterpolo • Total | 20 3 – 6 1 31            | 20 3 7 6 1 38           | 2 1 2 1 – 6          | 42 7 9 13 2 75 |

## Calendario
| ● | Ceremonia de apertura | ● | Preliminares | 1 | Finales | ● | Ceremonia de clausura |

| Julio/agosto de 2015       | 24 vie | 25 sáb | 26 dom | 27 lun | 28 mar | 29 mié | 30 jue | 31 vie | 01 sáb | 02 dom | 03 lun | 04 mar | 05 mié | 06 jue | 07 vie | 08 sáb | 09 dom | Finales por deporte |
| -------------------------- | ------ | ------ | ------ | ------ | ------ | ------ | ------ | ------ | ------ | ------ | ------ | ------ | ------ | ------ | ------ | ------ | ------ | ------------------- |
| Ceremonias                 |        |        |        |        |        |        |        |        |        |        |        |        |        |        |        |        |        | –                   |
| Natación                   |        |        |        |        |        |        |        |        |        | 4      | 4      | 5      | 5      | 5      | 5      | 6      | 8      | 42                  |
| Natación en aguas abiertas |        | 2      |        | 1      | 1      |        | 1      |        | 2      |        |        |        |        |        |        |        |        | 7                   |
| Natación sincronizada      |        | 1      | 2      | 1      | ●      | 1      | 2      | 1      | 1      |        |        |        |        |        |        |        |        | 9                   |
| Saltos                     | ●      | 2      | 1      | 2      | 2      | 1      | 1      | 1      | 1      | 2      |        |        |        |        |        |        |        | 13                  |
| Saltos de gran altura      |        |        |        |        |        |        |        |        |        |        | ●      | 1      | 1      |        |        |        |        | 2                   |
| Waterpolo                  |        |        | ●      | ●      | ●      | ●      | ●      | ●      | ●      | ●      | ●      | ●      | ●      | ●      | 1      | 1      |        | 2                   |
| Finales por día            | –      | 5      | 3      | 4      | 3      | 2      | 4      | 2      | 4      | 6      | 4      | 6      | 6      | 5      | 6      | 7      | 8      | 75                  |

## Resultados de natación

### Masculino
| Evento                           | Oro                                                                          | Plata                                                                                       | Bronce                                                                           |
| -------------------------------- | ---------------------------------------------------------------------------- | ------------------------------------------------------------------------------------------- | -------------------------------------------------------------------------------- |
| 50 m libre (08.08)               | Florent Manaudou Francia 21,19                                               | Nathan Adrian Estados Unidos 21,52                                                          | Bruno Fratus · Brasil · 21,55                                                    |
| 100 m libre (06.08)              | Ning Zetao China 47,84                                                       | Cameron McEvoy Australia 47,95                                                              | Federico Grabich Argentina 48,12                                                 |
| 200 m libre (04.08)              | James Guy Reino Unido 1:45,14                                                | Sun Yang China 1:45,20                                                                      | Paul Biedermann · Alemania · 1:45,38                                             |
| 400 m libre (02.08)              | Sun Yang China 3:42,58                                                       | James Guy Reino Unido 3:43,75                                                               | Ryan Cochrane · Canadá · 3:44,59                                                 |
| 800 m libre (05.08)              | Sun Yang China 7:39,96                                                       | Gregorio Paltrinieri · Italia · 7:40,81                                                     | Mack Horton Australia 7:44,02                                                    |
| 1500 m libre (09.08)             | Gregorio Paltrinieri · Italia · 14:39,67                                     | Connor Jaeger Estados Unidos 14:41,20                                                       | Ryan Cochrane · Canadá · 14:51,08                                                |
| 50 m espalda (09.08)             | Camille Lacourt Francia 24,23                                                | Matthew Grevers Estados Unidos 24,61                                                        | Benjamin Treffers Australia 24,69                                                |
| 100 m espalda (04.08)            | Mitchell Larkin Australia 52,40                                              | Camille Lacourt Francia 52,48                                                               | Matthew Grevers Estados Unidos 52,66                                             |
| 200 m espalda (07.08)            | Mitchell Larkin Australia 1:53,58                                            | Radosław Kawęcki · Polonia · 1:54,55                                                        | Yevgueni Rylov · Rusia · 1:54,60                                                 |
| 50 m braza (05.08)               | Adam Peaty Reino Unido 26,51                                                 | Cameron van der Burgh Sudáfrica 26,66                                                       | Kevin Cordes Estados Unidos 26,86                                                |
| 100 m braza (03.08)              | Adam Peaty Reino Unido 58,52                                                 | Cameron van der Burgh Sudáfrica 58,59                                                       | Ross Murdoch Reino Unido 59,09                                                   |
| 200 m braza (07.08)              | Marco Koch · Alemania · 2:07,76                                              | Kevin Cordes Estados Unidos 2:08,05                                                         | Dániel Gyurta · Hungría · 2:08,10                                                |
| 50 m mariposa (03.08)            | Florent Manaudou Francia 22,97                                               | Nicholas Santos · Brasil · 23,09                                                            | László Cseh · Hungría · Konrad Czerniak · Polonia · 23,15                        |
| 100 m mariposa (08.08)           | Chad le Clos Sudáfrica 50,56                                                 | László Cseh · Hungría · 50,87                                                               | Joseph Isaac Schooling Singapur 50,96                                            |
| 200 m mariposa (05.08)           | László Cseh · Hungría · 1:53,48                                              | Chad le Clos Sudáfrica 1:53,68                                                              | Jan Świtkowski · Polonia · 1:54,10                                               |
| 200 m cuatro estilos (06.08)     | Ryan Lochte Estados Unidos 1:55,81                                           | Thiago Pereira · Brasil · 1:56,65                                                           | Wang Shun China 1:56,81                                                          |
| 400 m cuatro estilos (09.08)     | Daiya Seto Japón 4:08,50                                                     | Dávid Verrasztó · Hungría · 4:09,90                                                         | Chase Kalisz Estados Unidos 4:10,05                                              |
| 4 × 100 m libre (02.08)          | Francia Mehdy Metella Florent Manaudou Fabien Gilot Jérémy Stravius 3:10,74  | Rusia · Andrei Grechin · Nikita Lobintsev · Vladimir Morozov · Alexandr Sujorukov · 3:11,19 | Italia · Luca Dotto · Marco Orsi · Michele Santucci · Filippo Magnini · 3:12,53  |
| 4 × 200 m libre (07.08)          | Reino Unido Daniel Wallace Robert Renwick Calum Jarvis James Guy 7:04,33     | Estados Unidos Ryan Lochte Conor Dwyer Reed Malone Michael Weiss 7:04,75                    | Australia Cameron McEvoy David McKeon Daniel Smith Thomas Fraser-Holmes 7:05,34  |
| 4 × 100 m cuatro estilos (09.08) | Estados Unidos Ryan Murphy Kevin Cordes Thomas Shields Nathan Adrian 3:29,93 | Australia Mitchell Larkin Jake Packard Jayden Hadler Cameron McEvoy 3:30,08                 | Francia Camille Lacourt Giacomo Perez-Dortona Mehdy Metella Fabien Gilot 3:30,50 |

### Femenino
| Evento                           | Oro                                                                             | Plata                                                                                                   | Bronce                                                                                    |
| -------------------------------- | ------------------------------------------------------------------------------- | --- | ----------------------------------------------------------------------------------------- |
| 50 m libre (09.08)               | Bronte Campbell Australia 24,12                                                 | Ranomi Kromowidjojo · Países Bajos · 24,22                                                              | Sarah Sjöström · Suecia · 24,31                                                           |
| 100 m libre (07.08)              | Bronte Campbell Australia 52,52                                                 | Sarah Sjöström · Suecia · 52,70                                                                         | Cate Campbell Australia 52,82                                                             |
| 200 m libre (05.08)              | Katie Ledecky Estados Unidos 1:55,16                                            | Federica Pellegrini · Italia · 1:55,32                                                                  | Missy Franklin Estados Unidos 1:55,49                                                     |
| 400 m libre (02.08)              | Katie Ledecky Estados Unidos 3:59,13                                            | Sharon van Rouwendaal · Países Bajos · 4:03,02                                                          | Jessica Ashwood Australia 4:03,34                                                         |
| 800 m libre (08.08)              | Katie Ledecky Estados Unidos 8:07,39 RM                                         | Lauren Boyle Nueva Zelanda 8:17,65                                                                      | Jazmin Carlin Reino Unido 8:18,15                                                         |
| 1500 m libre (04.08)             | Katie Ledecky Estados Unidos 15:25,48 RM                                        | Lauren Boyle Nueva Zelanda 15:40,14                                                                     | Boglárka Kapás · Hungría · 15:47,09                                                       |
| 50 m espalda (06.08)             | Fu Yuanhui China 27,11                                                          | Etiene Medeiros · Brasil · 27,26                                                                        | Liu Xiang China 27,58                                                                     |
| 100 m espalda (04.08)            | Emily Seebohm Australia 58,26                                                   | Madison Wilson Australia 58,75                                                                          | Mie Nielsen Dinamarca 58,86                                                               |
| 200 m espalda (08.08)            | Emily Seebohm Australia 2:05,81                                                 | Missy Franklin Estados Unidos 2:06,34                                                                   | Katinka Hosszú · Hungría · 2:06,84                                                        |
| 50 m braza (09.08)               | Jennie Johansson · Suecia · 30,05                                               | Alia Atkinson Jamaica 30,11                                                                             | Yuliya Yefimova · Rusia · 30,13                                                           |
| 100 m braza (04.08)              | Yuliya Yefimova · Rusia · 1:05,66                                               | Rūta Meilutytė · Lituania · 1:06,36                                                                     | Alia Atkinson Jamaica 1:06,42                                                             |
| 200 m braza (07.08)              | Kanako Watanabe Japón 2:21,15                                                   | Micah Lawrence Estados Unidos 2:22,44                                                                   | Shi Jinglin · China · Rikke Møller Pedersen · Dinamarca · Jessica Vall · España · 2:22,76 |
| 50 m mariposa (08.08)            | Sarah Sjöström · Suecia · 24,96                                                 | Jeanette Ottesen Dinamarca 25,34                                                                        | Lu Ying China 25,37                                                                       |
| 100 m mariposa (03.08)           | Sarah Sjöström · Suecia · 55,64 RM                                              | Jeanette Ottesen Dinamarca 57,05                                                                        | Lu Ying China 57,48                                                                       |
| 200 m mariposa (06.08)           | Natsumi Hoshi Japón 2:05,56                                                     | Cammile Adams Estados Unidos 2:06,40                                                                    | Zhang Yufei China 2:06,51                                                                 |
| 200 m cuatro estilos (03.08)     | Katinka Hosszú · Hungría · 2:06,12 RM                                           | Kanako Watanabe Japón 2:08,45                                                                           | Siobhan-Marie O'Connor Reino Unido 2:08,77                                                |
| 400 m cuatro estilos (09.08)     | Katinka Hosszú · Hungría · 4:30,39                                              | Maya Di Rado Estados Unidos 4:31,71                                                                     | Emily Overholt · Canadá · 4:32,52                                                         |
| 4 × 100 m libre (02.08)          | Australia Emily Seebohm Emma McKeon Bronte Campbell Cate Campbell 3:31,48       | Países Bajos · Ranomi Kromowidjojo · Maud van der Meer · Marrit Steenbergen · Femke Heemskerk · 3:33,67 | Estados Unidos Missy Franklin Margo Geer Lia Neal Simone Manuel 3:34,61                   |
| 4 × 200 m libre (06.08)          | Estados Unidos Missy Franklin Leah Smith Katie McLaughlin Katie Ledecky 7:45,37 | Italia · Alice Mizzau · Erica Musso · Chiara Masini Luccetti · Federica Pellegrini · 7:48,41            | China Qiu Yuhan Guo Junjun Zhang Yufei Shen Duo 7:49,10                                   |
| 4 × 100 m cuatro estilos (09.08) | China Fu Yuanhui Shi Jinglin Lu Ying Shen Duo 3:54,41                           | Suecia · Michelle Coleman · Jennie Johansson · Sarah Sjöström · Louise Hansson · 3:55,56                | Australia Emily Seebohm Taylor McKeown Emma McKeon Bronte Campbell 3:55,24                |

- RM – Récord mundial.

### Mixto
| Evento                           | Oro                                                                                             | Plata                                                                                                 | Bronce                                                                                        |
| -------------------------------- | ----------------------------------------------------------------------------------------------- | --- | --------------------------------------------------------------------------------------------- |
| 4 × 100 m libre (08.08)          | Estados Unidos Ryan Lochte Nathan Adrian Simone Manuel Missy Franklin 3:23,05 RM                | Países Bajos · Sebastiaan Verschuren · Joost Reijns · Ranomi Kromowidjojo · Femke Heemskerk · 3:23,10 | Canadá · Santo Condorelli · Yuri Kisil · Chantal van Landeghem · Sandrine Mainville · 3:23,59 |
| 4 × 100 m cuatro estilos (05.08) | Reino Unido Chris Walker-Hebborn Adam Peaty Siobhan-Marie O'Connor Francesca Halsall 3:41,71 RM | Estados Unidos Ryan Murphy Kevin Cordes Katie McLaughlin Margo Geer 3:43,27                           | Alemania · Jan-Philip Glania · Hendrik Feldwehr · Alexandra Wenk · Annika Bruhn · 3:44,13     |

- RM – Récord mundial.

### Medallero
| Núm. | País           | Oro | Plata | Bronce | Total |
| ---- | -------------- | --- | ----- | ------ | ----- |
| 1    | Estados Unidos | 8   | 10    | 5      | 23    |
| 2    | Australia      | 7   | 3     | 6      | 16    |
| 3    | China          | 5   | 1     | 7      | 13    |
| 4    | Reino Unido    | 5   | 1     | 3      | 9     |
| 5    | Francia        | 4   | 1     | 1      | 6     |
| 6    | Hungría        | 3   | 2     | 4      | 9     |
| 7    | Suecia         | 3   | 2     | 1      | 6     |
| 8    | Japón          | 3   | 1     | 0      | 4     |
| 9    | Italia         | 1   | 3     | 1      | 5     |
| 10   | Sudáfrica      | 1   | 3     | 0      | 4     |
| 11   | Rusia          | 1   | 1     | 2      | 4     |
| 12   | Alemania       | 1   | 0     | 2      | 3     |
| 13   | Países Bajos   | 0   | 4     | 0      | 4     |
| 14   | Brasil         | 0   | 3     | 1      | 4     |
| 15   | Dinamarca      | 0   | 2     | 2      | 4     |
| 16   | Nueva Zelanda  | 0   | 2     | 0      | 2     |
| 17   | Polonia        | 0   | 1     | 2      | 3     |
| 18   | Jamaica        | 0   | 1     | 1      | 2     |
| 19   | Lituania       | 0   | 1     | 0      | 1     |
| 20   | Canadá         | 0   | 0     | 4      | 4     |
| 21   | Argentina      | 0   | 0     | 1      | 1     |
| 21   | España         | 0   | 0     | 1      | 1     |
| 21   | Singapur       | 0   | 0     | 1      | 1     |
|      | TOTAL          | 42  | 42    | 45     | 129   |

## Resultados de saltos

### Masculino
| Evento                               | Oro                             | Plata                                              | Bronce                                             |
| ------------------------------------ | ------------------------------- | -------------------------------------------------- | -------------------------------------------------- |
| Trampolín 1 m (27.07)                | Xie Siyi China 485,50 pts.      | Ilia Kvasha · Ucrania · 449,05 pts.                | Michael Hixon Estados Unidos 428,30 pts.           |
| Trampolín 3 m (31.07)                | He Chao China 555,05            | Ilia Zajarov · Rusia · 547,60                      | Jack Laugher Reino Unido 528,90                    |
| Plataforma 10 m (02.08)              | Qiu Bo China 587,00             | David Boudia Estados Unidos 560,20                 | Thomas Daley Reino Unido 537,95                    |
| Trampolín 3 m sincronizado (28.07)   | Cao Yuan Qin Kai China 471,45   | Yevgueni Kuznetsov · Ilia Zajarov · Rusia · 459,18 | Jack Laugher Christopher Mears Reino Unido 445,20  |
| Plataforma 10 m sincronizado (26.07) | Chen Aisen Lin Yue China 495,72 | Iván García · Germán Sánchez · México · 448,89     | Roman Izmailov · Viktor Minibayev · Rusia · 441,33 |

### Femenino
| Evento                               | Oro                                   | Plata                                                | Bronce                                             |
| ------------------------------------ | ------------------------------------- | ---------------------------------------------------- | -------------------------------------------------- |
| Trampolín 1 m (28.07)                | Tania Cagnotto · Italia · 310,85 pts. | Shi Tingmao China 309,20 pts.                        | He Zi China 300,30 pts.                            |
| Trampolín 3 m (01.08)                | Shi Tingmao China 383,55              | He Zi China 377,45                                   | Tania Cagnotto · Italia · 356,15                   |
| Plataforma 10 m (30.07)              | Kim Kuk-Hyang Corea del Norte 397,05  | Ren Qian China 388,00                                | Pandelela Pamg Malasia 385,05                      |
| Trampolín 3 m sincronizado (25.07)   | Shi Tingmao Wu Minxia China 351,30    | Jennifer Abel · Pamela Ware · Canadá · 319,47        | Samantha Mills Esther Qin Australia 304,20         |
| Plataforma 10 m sincronizado (27.07) | Chen Ruolin Liu Huixia China 359,52   | Meaghan Benfeito · Roseline Filion · Canadá · 339,99 | Kim Un-Hyang Song Nam-Hyang Corea del Norte 325,26 |

### Mixto
| Evento                               | Oro                                                | Plata                                                        | Bronce                                                  |
| ------------------------------------ | -------------------------------------------------- | ------------------------------------------------------------ | ------------------------------------------------------- |
| Trampolín 3 m sincronizado (02.08)   | Wang Han Yang Hao China 339,90 pts.                | Jennifer Abel · François Imbeau-Dulac · Canadá · 317,01 pts. | Tania Cagnotto · Maicol Verzotto · Italia · 315,30 pts. |
| Plataforma 10 m sincronizado (25.07) | Si Yajie Tai Xiaohu China 350,88                   | Meaghan Benfeito · Vincent Riendeau · Canadá · 309,66        | Domonic Bedggood Melissa Wu Australia 308,22            |
| Equipos (29.07)                      | Rebecca Gallantree Thomas Daley Reino Unido 434,65 | Yuliya Prokopchuk · Olexandr Horshkovozov · Ucrania · 426,45 | Chen Ruolin Xie Siyi China 425,40                       |

### Medallero
| Núm. | País            | Oro | Plata | Bronce | Total |
| ---- | --------------- | --- | ----- | ------ | ----- |
| 1    | China           | 10  | 3     | 2      | 15    |
| 2    | Reino Unido     | 1   | 0     | 3      | 4     |
| 3    | Italia          | 1   | 0     | 2      | 3     |
| 4    | Corea del Norte | 1   | 0     | 1      | 2     |
| 5    | Canadá          | 0   | 4     | 0      | 4     |
| 6    | Rusia           | 0   | 2     | 1      | 3     |
| 7    | Ucrania         | 0   | 2     | 0      | 2     |
| 8    | Estados Unidos  | 0   | 1     | 1      | 2     |
| 9    | México          | 0   | 1     | 0      | 1     |
| 10   | Australia       | 0   | 0     | 2      | 2     |
| 11   | Malasia         | 0   | 0     | 1      | 1     |
|      | TOTAL           | 13  | 13    | 13     | 39    |

## Resultados de saltos de gran altura

### Masculino
| Evento       | Oro                               | Plata                                          | Bronce                                 |
| ------------ | --------------------------------- | ---------------------------------------------- | -------------------------------------- |
| 27 m (05.08) | Gary Hunt Reino Unido 629,30 pts. | Jonathan Paredes Bernal · México · 596,45 pts. | Artiom Silchenko · Rusia · 593,95 pts. |

### Femenino
| Evento       | Oro                                         | Plata                                      | Bronce                                       |
| ------------ | ------------------------------------------- | ------------------------------------------ | -------------------------------------------- |
| 20 m (04.08) | Rachelle Simpson Estados Unidos 258,70 pts. | Cesilie Carlton Estados Unidos 237,35 pts. | Yana Nestsiarava · Bielorrusia · 233,10 pts. |

### Medallero
| Núm. | País           | Oro | Plata | Bronce | Total |
| ---- | -------------- | --- | ----- | ------ | ----- |
| 1    | Estados Unidos | 1   | 1     | 0      | 2     |
| 2    | Reino Unido    | 1   | 0     | 0      | 1     |
| 3    | México         | 0   | 1     | 0      | 1     |
| 4    | Bielorrusia    | 0   | 0     | 1      | 1     |
| 4    | Rusia          | 0   | 0     | 1      | 1     |
|      | TOTAL          | 2   | 2     | 2      | 6     |

## Resultados de natación en aguas abiertas

### Masculino
| Evento        | Oro                                        | Plata                                     | Bronce                                  |
| ------------- | ------------------------------------------ | ----------------------------------------- | --------------------------------------- |
| 5 km (25.07)  | Chad Ho Sudáfrica 55:17,6                  | Rob Muffels · Alemania · 55:17,6          | Matteo Furlan · Italia · 55:20,0        |
| 10 km (27.07) | Jordan Wilimovsky Estados Unidos 1:49:48,2 | Ferry Weertman · Países Bajos · 1:50:00,3 | Spyridon Yanniotis · Grecia · 1:50:00,7 |
| 25 km (01.08) | Simone Ruffini · Italia · 4:53:10,7        | Alex Meyer Estados Unidos 4:53:15,1       | Matteo Furlan · Italia · 4:54:38,0      |

### Femenino
| Evento        | Oro                                    | Plata                                            | Bronce                                 |
| ------------- | -------------------------------------- | ------------------------------------------------ | -------------------------------------- |
| 5 km (25.07)  | Haley Anderson Estados Unidos 58:48,4  | Kalliopi Arauzu · Grecia · 58:49,8               | Finnia Wunram · Alemania · 58:51,0     |
| 10 km (28.07) | Aurélie Muller Francia 1:58:04,3       | Sharon van Rouwendaal · Países Bajos · 1:58:06,7 | Ana Marcela Cunha · Brasil · 1:58:26,5 |
| 25 km (01.08) | Ana Marcela Cunha · Brasil · 5:13:47,3 | Anna Olasz · Hungría · 5:14:13,4                 | Angela Maurer · Alemania · 5:15:07,6   |

### Mixto
| Evento                   | Oro                                                                    | Plata | Bronce |
| ------------------------ | ---------------------------------------------------------------------- | --- | ------ |
| 5 km por equipos (30.07) | Alemania · Rob Muffels · Christian Reichert · Isabelle Härle · 55:14,4 | Brasil · Allan do Carmo · Diogo Villarinho · Ana Marcela Cunha · Países Bajos · Marcel Schouten · Ferry Weertman · Sharon van Rouwendaal · 55:31,2 | —      |

### Medallero
| Núm. | País           | Oro | Plata | Bronce | Total |
| ---- | -------------- | --- | ----- | ------ | ----- |
| 1    | Estados Unidos | 2   | 1     | 0      | 3     |
| 2    | Alemania       | 1   | 1     | 2      | 4     |
| 3    | Brasil         | 1   | 1     | 1      | 3     |
| 4    | Italia         | 1   | 0     | 2      | 3     |
| 5    | Francia        | 1   | 0     | 0      | 1     |
| 5    | Sudáfrica      | 1   | 0     | 0      | 1     |
| 7    | Países Bajos   | 0   | 3     | 0      | 3     |
| 8    | Grecia         | 0   | 1     | 1      | 2     |
| 9    | Hungría        | 0   | 1     | 0      | 1     |
|      | TOTAL          | 7   | 8     | 6      | 21    |

## Resultados de natación sincronizada

### Femenino
| Evento                        | Oro | Plata | Bronce |
| ----------------------------- | --- | --- | --- |
| Solo rutina técnica (25.07)   | Svetlana Romashina · Rusia · 95,2680 pts. | Ona Carbonell · España · 93,1284 pts.                                                                                      | Sun Wenyan China 91,5479 pts. |
| Solo prueba libre (29.07)     | Natalia Ishchenko · Rusia · 97,2333 | Huang Xuechen China 95,7000                                                                                                | Ona Carbonell · España · 94,9000 |
| Dúo rutina técnica (26.07)    | Natalia Ishchenko · Svetlana Romashina · Rusia · 95,4672 | Huang Xuechen Sun Wenyan China 93,3279                                                                                     | Yukiko Inui Risako Mitsui Japón 92,0079 |
| Dúo prueba libre (30.07)      | Natalia Ishchenko · Svetlana Romashina · Rusia · 98,2000 | Huang Xuechen Sun Wenyan China 95,9000                                                                                     | Lolita Ananasova · Anna Voloshyna · Ucrania · 93,6000                                                                                             |
| Equipo rutina técnica (27.07) | Vlada Chiguiriova · Svetlana Kolesnichenko · Alexandra Patskevich · Yelena Prokofieva · Alla Shishkina · Mariya Shurochkina · Anzhelika Timanina · Guelena Topilina · Rusia · 95,7457                                      | Gu Xiao Guo Li Huang Xuechen Li Xiaolu Liang Xinping Sun Wenyan Tang Mengni Zeng Zhen China 94,4605                        | Aika Hakoyama Yukiko Inui Kei Marumo Risako Mitsui Kanami Nakamaki Mai Nakamura Kano Omata Kurumi Yoshida Japón 92,4133                           |
| Equipo prueba libre (31.07)   | Vlada Chiguiriova · Svetlana Kolesnichenko · Alexandra Patskevich · Yelena Prokofieva · Alla Shishkina · Mariya Shurochkina · Anzhelika Timanina · Guelena Topilina · Rusia · 98,4667                                      | Gu Xiao Guo Li Li Xiaolu Liang Xinping Sun Wenyan Tang Mengni Yin Chengxin Zeng Zhen China 96,1333                         | Aika Hakoyama Aiko Hayashi Yukiko Inui Kei Marumo Risako Mitsui Kanami Nakamaki Mai Nakamura Kurumi Yoshida Japón 93,900                          |
| Combinación libre (01.08)     | Vlada Chiguiriova · Mijaela Kalancha · Svetlana Kolesnichenko · Liliya Nizamova · Alexandra Patskevich · Yelena Prokofieva · Alla Shishkina · Mariya Shurochkina · Anzhelika Timanina · Guelena Topilina · Rusia · 98,3000 | Gu Xiao Guo Li Li Xiaolu Liang Xinping Sun Yijing Sun Wenyan Tang Mengni Xiao Yanning Yin Chengxin Zeng Zhen China 96,2000 | Aika Hakoyama Aiko Hayashi Yukiko Inui Kei Marumo Risako Mitsui Kanami Nakamaki Mai Nakamura Kano Omata Asuka Tasaki Kurumi Yoshida Japón 93,8000 |

### Mixto
| Evento                     | Oro                                                  | Plata                                                     | Bronce                                                     |
| -------------------------- | ---------------------------------------------------- | --------------------------------------------------------- | ---------------------------------------------------------- |
| Dúo rutina técnica (26.07) | Christina Jones Bill May Estados Unidos 88,5108 pts. | Darina Valitova · Alexandr Maltsev · Rusia · 88,2986 pts. | Manila Flamini · Giorgio Minisini · Italia · 86,3640 pts.  |
| Dúo prueba libre (30.07)   | Darina Valitova · Alexandr Maltsev · Rusia · 91,7333 | Kristina Lum Bill May Estados Unidos 91,4667              | Mariangela Perrupato · Giorgio Minisini · Italia · 89,3333 |

### Medallero
| Núm. | País           | Oro | Plata | Bronce | Total |
| ---- | -------------- | --- | ----- | ------ | ----- |
| 1    | Rusia          | 8   | 1     | 0      | 9     |
| 2    | Estados Unidos | 1   | 1     | 0      | 2     |
| 3    | China          | 0   | 6     | 1      | 7     |
| 4    | España         | 0   | 1     | 1      | 2     |
| 5    | Japón          | 0   | 0     | 4      | 4     |
| 6    | Italia         | 0   | 0     | 2      | 2     |
| 7    | Ucrania        | 0   | 0     | 1      | 1     |
|      | TOTAL          | 9   | 9     | 9      | 27    |

## Resultados de waterpolo
| Evento            | Oro            | Plata        | Bronce |
| ----------------- | -------------- | ------------ | ------ |
| Masculino (08.08) | Serbia         | Croacia      | Grecia |
| Femenino (07.08)  | Estados Unidos | Países Bajos | Italia |

### Medallero
| Núm. | País           | Oro | Plata | Bronce | Total |
| ---- | -------------- | --- | ----- | ------ | ----- |
| 1    | Estados Unidos | 1   | 0     | 0      | 1     |
| 1    | Serbia         | 1   | 0     | 0      | 1     |
| 3    | Croacia        | 0   | 1     | 0      | 1     |
| 3    | Países Bajos   | 0   | 1     | 0      | 1     |
| 5    | Grecia         | 0   | 0     | 1      | 1     |
| 5    | Italia         | 0   | 0     | 1      | 1     |
|      | TOTAL          | 2   | 2     | 2      | 6     |

## Medallero total
| Núm. | País            | Oro | Plata | Bronce | Total |
| ---- | --------------- | --- | ----- | ------ | ----- |
| 1    | China           | 15  | 10    | 10     | 35    |
| 2    | Estados Unidos  | 13  | 14    | 6      | 33    |
| 3    | Rusia           | 9   | 4     | 4      | 17    |
| 4    | Australia       | 7   | 3     | 8      | 18    |
| 5    | Reino Unido     | 7   | 1     | 6      | 14    |
| 6    | Francia         | 5   | 1     | 1      | 7     |
| 7    | Italia          | 3   | 3     | 8      | 14    |
| 8    | Hungría         | 3   | 3     | 4      | 10    |
| 9    | Suecia          | 3   | 2     | 1      | 6     |
| 10   | Japón           | 3   | 1     | 4      | 8     |
| 11   | Sudáfrica       | 2   | 3     | 0      | 5     |
| 12   | Alemania        | 2   | 1     | 4      | 7     |
| 13   | Brasil          | 1   | 4     | 2      | 7     |
| 14   | Corea del Norte | 1   | 0     | 1      | 2     |
| 15   | Serbia          | 1   | 0     | 0      | 1     |
| 16   | Países Bajos    | 0   | 8     | 0      | 8     |
| 17   | Canadá          | 0   | 4     | 4      | 8     |
| 18   | Dinamarca       | 0   | 2     | 2      | 4     |
| 19   | Ucrania         | 0   | 2     | 1      | 3     |
| 20   | México          | 0   | 2     | 0      | 2     |
| 20   | Nueva Zelanda   | 0   | 2     | 0      | 2     |
| 22   | España          | 0   | 1     | 2      | 3     |
| 22   | Grecia          | 0   | 1     | 2      | 3     |
| 22   | Polonia         | 0   | 1     | 2      | 3     |
| 25   | Jamaica         | 0   | 1     | 1      | 2     |
| 26   | Croacia         | 0   | 1     | 0      | 1     |
| 26   | Lituania        | 0   | 1     | 0      | 1     |
| 28   | Argentina       | 0   | 0     | 1      | 1     |
| 28   | Bielorrusia     | 0   | 0     | 1      | 1     |
| 28   | Malasia         | 0   | 0     | 1      | 1     |
| 28   | Singapur        | 0   | 0     | 1      | 1     |
|      | TOTAL           | 75  | 76    | 77     | 228   |